# Улица Тоторю
Улица Тоторю (лит. Totorių gatvė, крымскотат. Tatar soqağı) — одна из улиц в Старом городе Вильнюса; издавна называлась Татарской, до Первой мировой войны носила название Игнатьевская, в советское время ей было присвоено имя крупного литовского советского коммунистического деятеля Юстаса Палецкиса. Соединяет проспект Гедимино (Gedimino prospektas) с улицей Швянто Игното (Švento Ignoto gatvė), пересекаясь с улицами Лабдарю (Labdarių gatvė), Одминю (Odminių gatvė), Лейиклос (Liejyklos gatvė), Бенедиктиню (Benediktinių gatvė).

## История

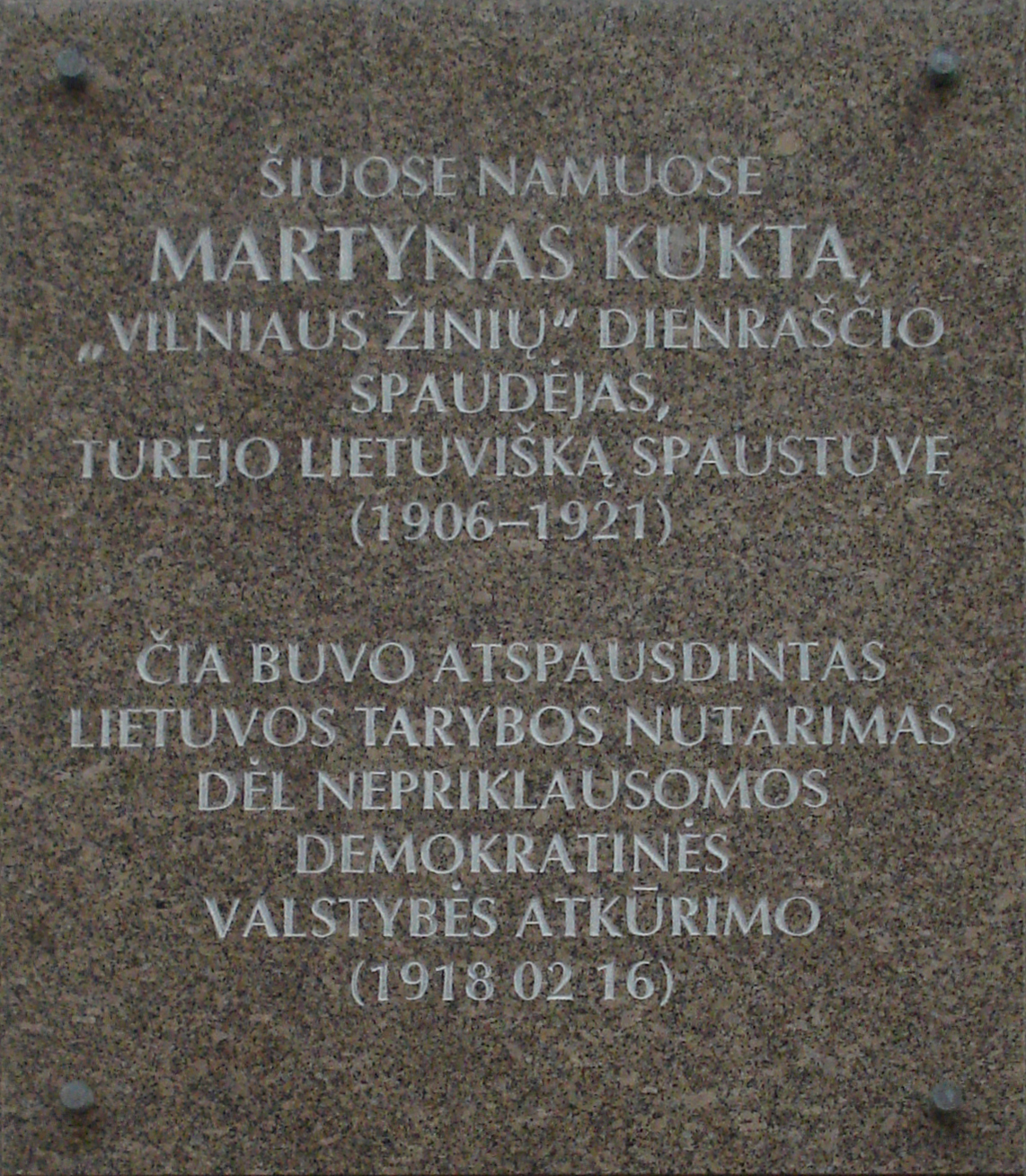
Мемориальная доска на доме 20

Улица сформировалась в средневековом городе и вела из района старых богатых торговых улиц Доминиканской, Немецкой и им подобных в направление Лукишек — тогдашнего предместья Вильно, населённого татарами, благодаря чему получила название Татарской. В начале XIX века улица была вымощена булыжником.
В доме под номером 20 с 1911 года действовала типография Мартина Кухты, в которой печатались различные издания на белорусском, литовском, польском языках, в том числе периодические издания „Viltis“ (1907—1915), „Litwa“ (1908—1914), „Sveikata“ (1909—1915), „Žemdirbys“ (1909—1913), „Garsas“ (1909—1914), „Aušra“ (1911—1915), „Lietuvių tauta“ (1911—1914), „Lud“ (1912—1913). 19 февраля 1918 года Кухта первый отпечатал текст подписанного накануне Акта независимости Литвы. 16 февраля 2005 года на этом доме при участии Чесловаса Юршенаса и поэта Юстинаса Марцинкявичюса была торжественно открыта мемориальная доска с надписью на литовском языке:

В этом доме

МАРТИН КУХТА,

типограф газеты «Vilniaus žinios»,
владел литовской типографией
(1906—1921). 
ЗДЕСЬ БЫЛО ОТПЕЧАТАНО
ПОСТАНОВЛЕНИЕ ЛИТОВСКОЙ ТАРИБЫ
О ВОССТАНОВЛЕНИИ НЕЗАВИСИМОГО ДЕМОКРАТИЧЕСКОГО ГОСУДАРСТВА
(1918 02 16)

Оригинальный текст (лит.)Šiuose namuose
MARTYNAS KUKTA,
„Vilniaus žinių“ dienraščio
spaudėjas, 
turėjo lietuvišką spaustuvę
(1906–1921).
ČIA BUVO ATSPAUSDINTAS
LIETUVOS TARYBOS NUTARIMAS
DĖL NEPRIKLAUSOMOS
 DEMOKRATINĖS
 VALSTYBĖS ATKŪRIMO
(1918 02 16)

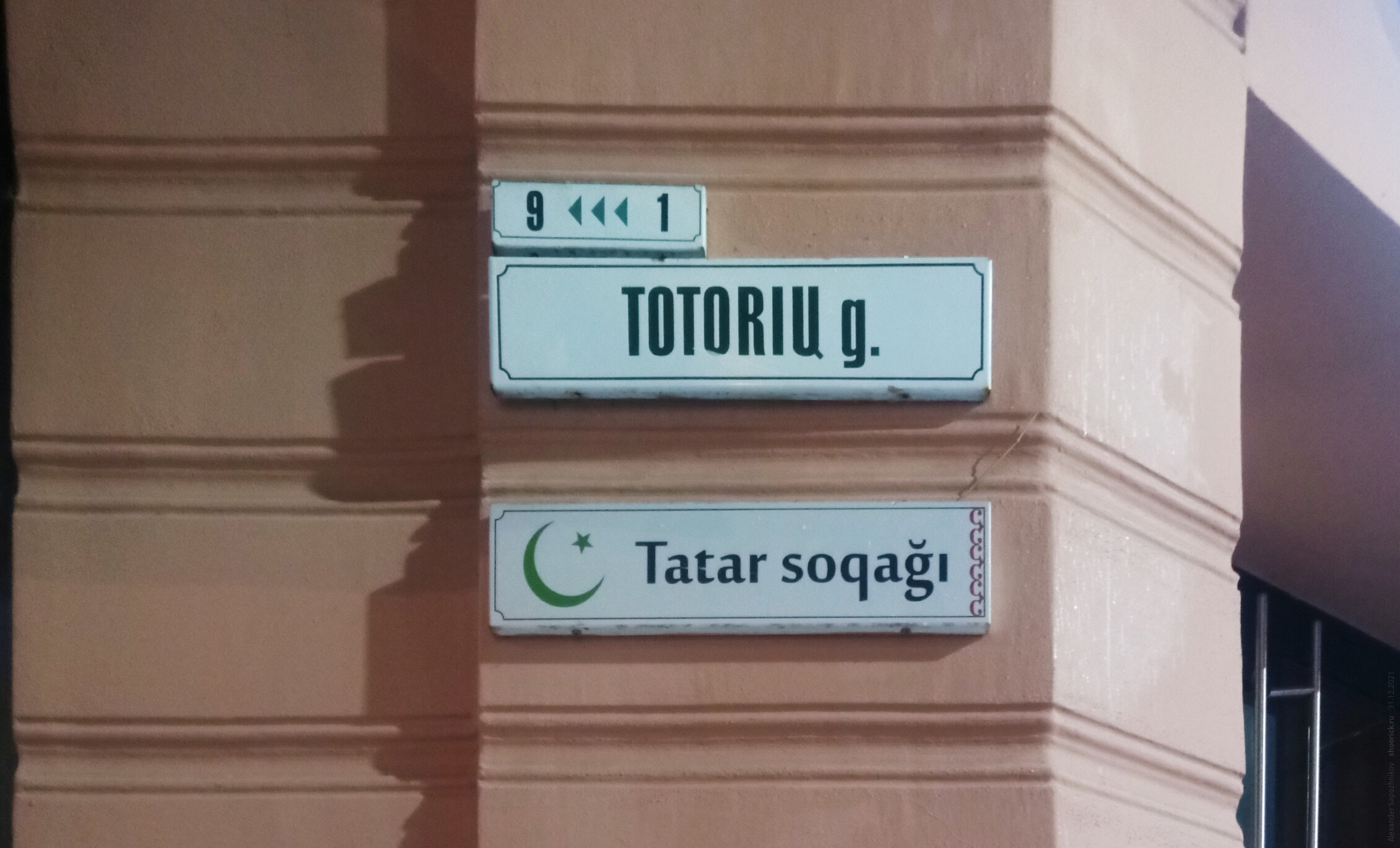
Таблички с названием улицы

На здании, стоящем в начале улицы, на углу с проспектом Гедимина, 14 сентября 2016 года при участии мэра Вильнюса Ремигиюса Шимашюса была открыта декоративная символическая табличка с названием улицы на крымскотатарском языке (аналогичные таблички с соответствующими элементами шрифта и декоративными акцентами появились на улицах Исландиёс (Исландская улица), Варшувос (Варшавская улица), Русу (Русская улица) и других).

## Характеристика

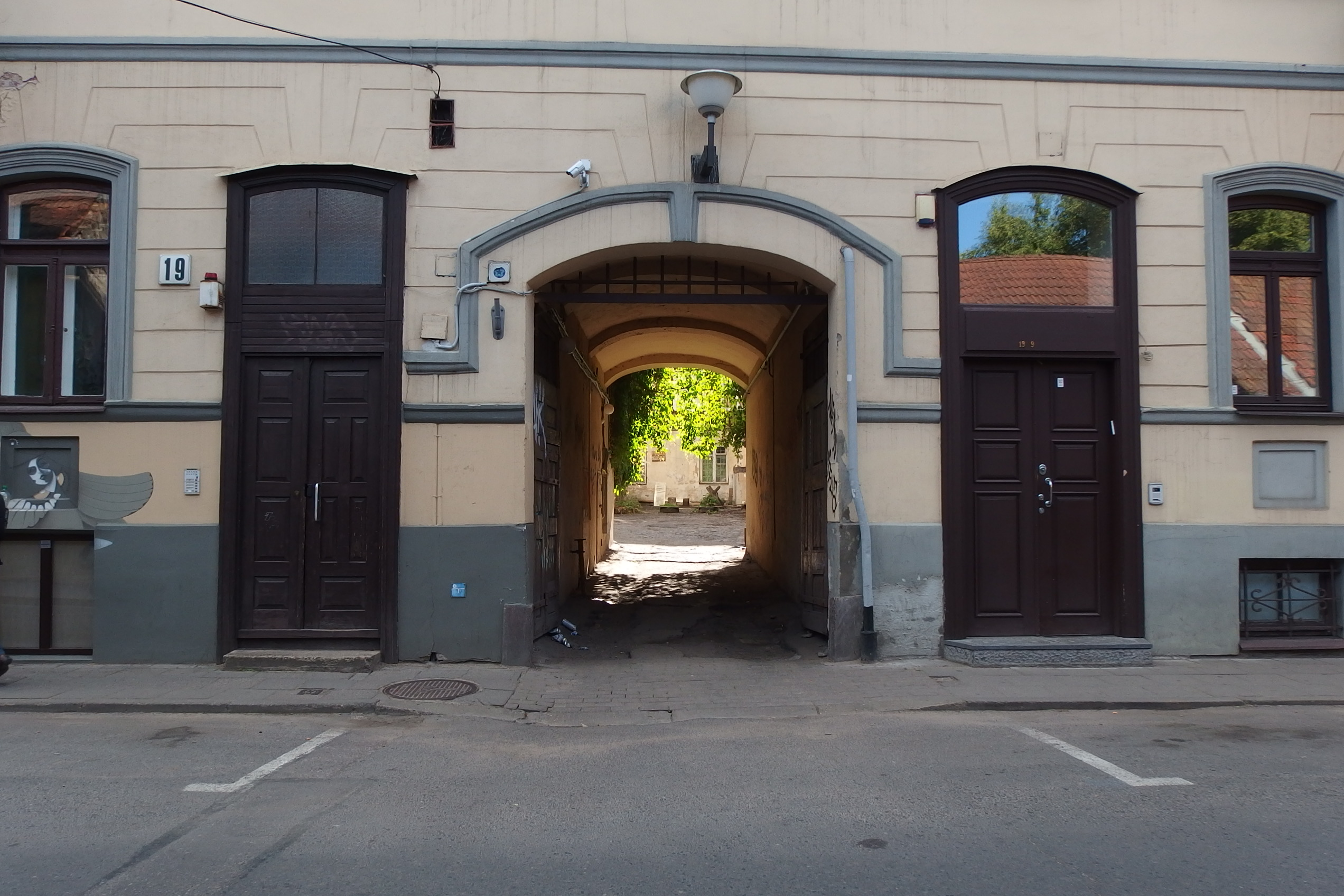
Тоторю 19

Улица застроена зданиями преимущественно от одного до трёх этажей старой застройки, в основном жилыми домами и зданиями смешанного назначения, с ресторанами, кафе, магазинами, барами в нижних этажах и квартирами в верхних. Длина улицы около 600 м. Улица относится к категории D — категории вспомогательных улиц, предназначенных для доступа транспорта на небольшие территории и подъезда к отдельным зданиям.
Всего на улице 28 домов (адресов). Нумерация домов начинается от проспекта Гедимино, и начинается с номера 3. Последнее здание с номером 32. По правой западной стороне улицы располагаются здания с нечётными номерами (таких насчитывается 13), по левой восточной — 15 зданий с чётными номерами. Трём домам присвоены номера с буквенными индексами (21A, 16A, 28A).
Маршруты общественного транспорта по улице Тоторю не пролегают. Ближайшие остановки автобусов и троллейбусов находятся на улице Йогайлос, Кафедральной площади, площади Кудиркос.
Средняя высота над уровнем моря местности, по которой пролегает улица, достигает 105 м. Это сравнительно низкое место в Вильнюсе, где 92 % улиц расположено выше.

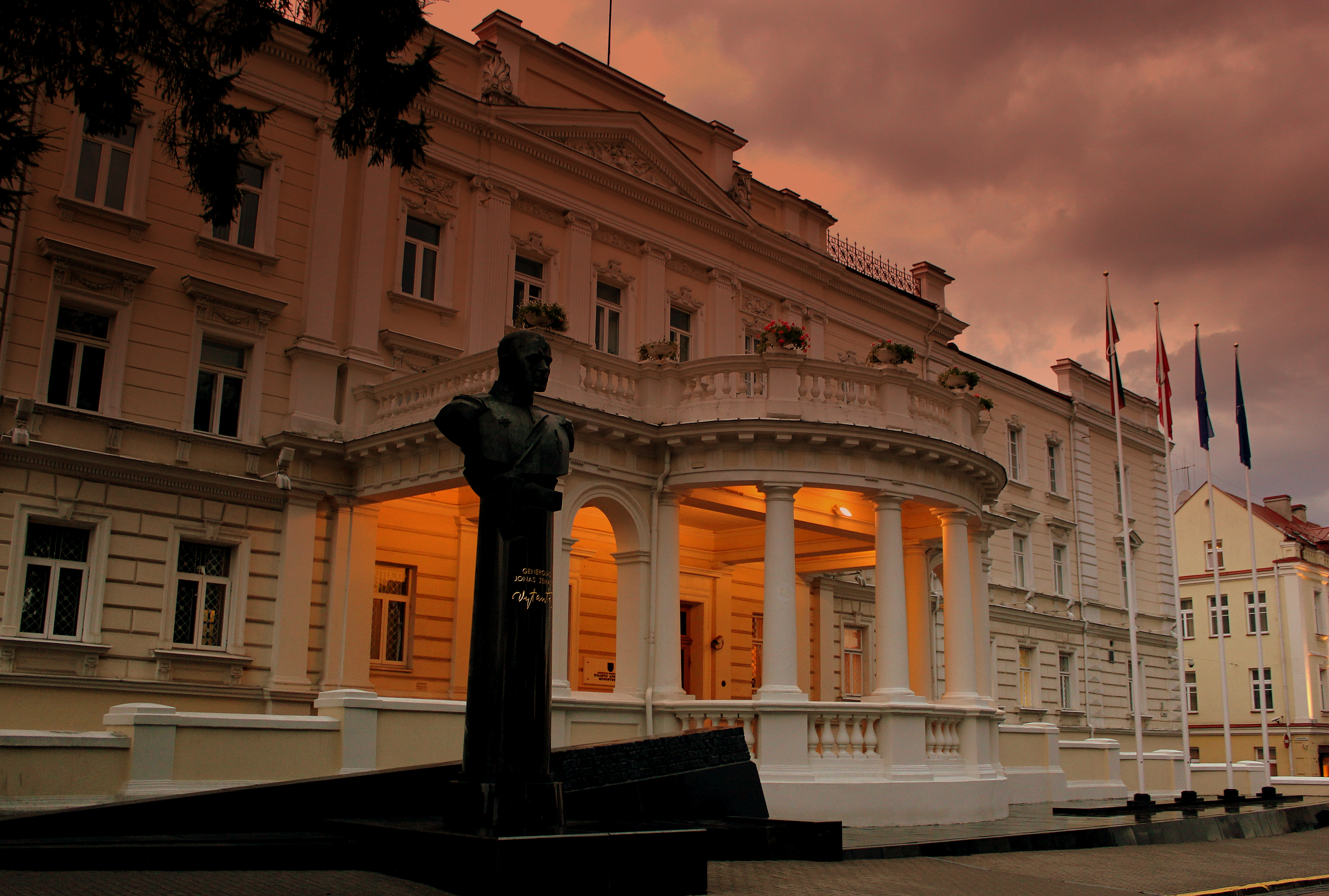
Министерство обороны и памятник генералу Жемайтису

Угловой дом Гедимино 10 / Тоторю 1 был построен в 1855 году в виде двухэтажного здания губернского секретаря Гаспара Жолковского вдоль Георгиевского проспекта. В 1878 году его владелец Иероним Устинович по проекту архитектора Алексея Полозова надстроил третий этаж над корпусом, выходящим на проспект. Завершены работы по надстройке этажа были уже архитектором Аполлинарием Микульским при новом владельце Ипполите Тишко в 1905 году. В 1876 году помещик Филипп Двойна по проекту Ивана Левицкого пристроил к этому зданию двухэтажный дом вдоль улицы Татарской. В 1893 году это здание реконструировалось по проекту архитекторов Киприана Мацюлевича и Симона Горского. Оба здания были соединены в 1913 году, когда их приобрёл Донат Штраль; на доме вдоль Татарской был надстроен третий этаж. В 1914 году владельцем дома стал Болеслав Штарль. До Второй мировой войны здесь работало популярное кафе «Красный Штраль». Фасад здания охраняется государством как объект культурного наследия регионального значения, код в Регистре культурных ценностей Литовской Республики 27988.
На улице находятся вегетарианский ресторан „Vegafe“ (Totorių g. 3), небольшое кафе „Chaika“ (Totorių g. 7), магазин сети „Vilniaus prekyba“ „Maxima X“ (Totorių g. 8), бар „Misterija“ (Totorių g. 18) и в том же здании пивной бар „Būsi trečias“.
В доме под номером 20 с мемориальной таблицей в память Мартина Кухты располагается туристическое агентство „Menų turas“ (Totorių g. 20).
В доме под номером 25 размещается Министерство обороны Литвы (Министерство охраны края). Напротив его тянется высокая ограда бывшего генерал-губернаторского сада, прилегающего ныне к резиденции президента Литовской Республики. 16 февраля 1999 года перед зданием Министерства обороны был открыт памятник генералу Йонасу Жемайтису, в 1949—1953 годах возглавлявшему послевоенное антисоветское вооружённое сопротивление. Памятник представляет собой бронзовый бюст на круглой колонне и невысокую каменную плиту с началом клятвы литовских партизан (скульптор Гинтаутас Лукошайтис, архитектор Миндаугас Мачюлис).  